# Seth Gabel

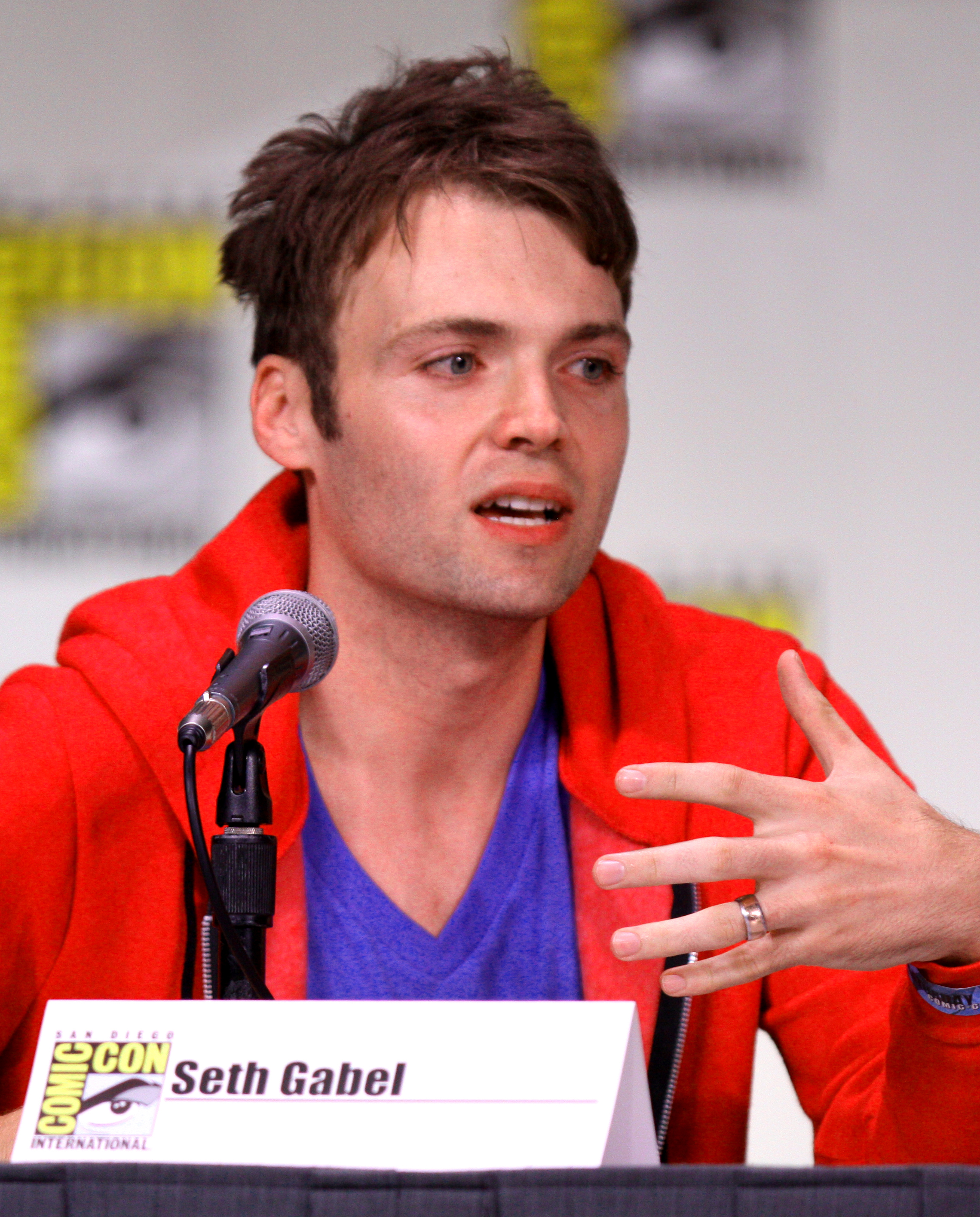
Seth Gabel in 2010

Seth Gabel (Hollywood, 3 oktober 1981), geboren als Seth Cosentino, is een Amerikaans acteur.

## Biografie
Gabel, joods, werd geboren in Hollywood, hij groeide op bij zijn moeder en zijn stiefvader, onder diens naam (Cosentino). Hij heeft de high school doorlopen aan de University School of Nova Southeastern University in Davie waar hij in 1999 zijn diploma haalde. Hierna ging hij kunst studeren aan de New York-universiteit.
Gabel is vanaf 2006 getrouwd met Bryce Dallas Howard, met wie hij twee kinderen heeft.

## Filmografie

### Films
Uitgezonderd korte films.
- 2015 Forever – als Luke
- 2013 Gothica – als Roderick Usher
- 2013 Forever – als Luke
- 2012 Recalled – als luitenant Danny Sefton
- 2011 Take Me Home Tonight – als Brent
- 2010 Jonah Hex – als adviseur
- 2008 Good Dick – als kussende man
- 2006 The Da Vinci Code – als Michael
- 2006 Beyond – als David Wuhlman
- 2000 Tadpole – als Mike

### Televisieseries
Uitgezonderd eenmalige gastrollen.
- 2022 - 2023 Big Sky - als Walter - 12 afl.
- 2022 The Watcher - als Andrew Pierce - 4 afl.
- 2017 – 2018 Genius – als Michele Besso – 11 afl.
- 2014 – 2017 Salem – als Cotton Mather – 36 afl.
- 2015 - 2016 American Horror Story – als Jeffrey Dahmer – 2 afl.
- 2013 Arrow – als de graaf – 3 afl.
- 2010 – 2013 Fringe – als Lincoln Lee – 34 afl.
- 2010 United States of Tara – als Zach – 4 afl.
- 2007 – 2009 Dirty Sexy Money – als Jeremy Darling – 23 afl.
- 2004 Nip/Tuck – als Adrian More – 5 afl.

- Library of Congress Control Number: no2017032363
- Virtual International Authority File: 3622148997595559870001
- WorldCat: E39PBJhCKTfKR4kH7gtFv8pkjC